# باربارا اسکینز
باربارا اسکینز (متولد ۱۹۳۹) یک شیمی‌دان آمریکایی است. او به دلیل اختراع خود در روشی که برای تقویت نگاتیو عکاسی در معرض خطر قرارنمی‌گیرد، بیشتر شناخته شده‌است. این پیشرفت به‌طور گسترده توسط ناسا و صنعت پزشکی مورد استفاده قرار گرفت و اسکینز را به عنوان مخترع ملی سال در سال ۱۹۷۸ معرفی‌کرد.

## سالهای ابتدایی، تحصیلات و شغل ابتدایی
آسکینز در سال ۱۹۳۹در بلفاست، تنسی متولد شد. او کار خود را به عنوان دبیر آغاز کرد. بعد از اینکه دو فرزندش وارد مدرسه شدند، اسکینز برای گذراندن دوره لیسانس خود در شیمی به دانشکده بازگشت و مدرک کارشناسی ارشد خود را در شیمی گرفت. وی در سال ۱۹۷۵به مرکز پرواز فضایی مارشال ناسا پیوست.

## کار تحقیقاتی
اسکینز یک شیمیدان - فیزیکدان است که برای مرکز پرواز فضایی مارشال ناسا کار کرده‌است و بیشتر برای اختراع پیشگام او از فرایندی مشهور است که در آن "تصاویر با استفاده از امولسیونهای عکاسی توسعه‌یافته می‌توانند با ساختن تصویر رادیواکتیو نقره بطور قابل ملاحظه‌ای تشدید شوند و یک امولسیون دوم را در معرض این تابش قرار دهند. "" چاپ حاصل، که به عنوان اتورادیوگرافی شناخته می‌شود، با افزایش چشمگیر در تراکم و کنتراست، تصویر را تولید می‌کند. روش پیشگامانه وی امولسیون‌های غیرمجاز را افزایش داده و محدودیت‌های تشخیص عکاسی را افزایش‌می‌دهد. به‌طور خلاصه، نامرئی را در عکس‌هایی که غیر از این فایده ای نداشتند، قابل مشاهده ساخت. این برای تعدادی از برنامه‌ها، از جمله می‌توان به داده‌های تصاویر فضایی تحت فشار قرار نمی‌گیرد - مانند مواردی که در اعماق فضا و همچنین برنامه‌هایی که زمین‌شناسی اجسام دیگر در منظومه خورشیدی ما را برجسته می‌کند، بسیار مفیدبود.
اختراع اسکینز همچنین منجر به پیشرفتهای چشمگیر در زمینه فناوری پزشکی شد. به‌طور خاص، روش اسکینز باعث پیشرفت در توسعه تصاویر پرتو ایکس. تصاویر پزشکی که ۹۶ درصد مورد استفاده قرار نگرفته بودند ناگهان قابل خواندن می‌شوند. این بدان معنی است که پزشکان می‌توانند هنگام انجام آزمایشات معمول یا اورژانس، میزان اشعه ایکس را که به بیماران داده‌اند، بطور چشمگیری کاهش دهند. بعداً از روند اسکینز در ترمیم عکسهای قدیمی نیز استفاده شد. اسکینز اختراع خود را در سال ۱۹۷۸ ثبت کرد (ثبت اختراع آمریکا با شماره ۴٬۱۰۱٬۷۸۰)، و ناسا آن را برای تحقیقات و توسعه خود به‌طور گسترده استفاده‌کرد.

## جوایز
در سال ۱۹۷۸، انجمن پیشرفت اختراعات و نوآوری‌ها، اسکینز را به عنوان مخترع ملی سال معرفی کرد. او اولین زنی بود که این افتخار را کسب کرد.
اسکینز عضو انجمن شیمی آمریکا، انجمن پیشرفت آمریکا در علم و جامعه آینده جهان است.